# Drevviken
Drevviken er en sø omtrent midt i Stockholms län, på den centrale del af Södertörn. Søen har et areal på godt fem kvadratkilometer. Søen er den største i Tyresåns søsystem.
Drevviken er i dag delt mellem kommunerne Huddinge, Haninge, Stockholm, og Tyresö.